# Pitillas
Pitillas ist ein Ort und eine Gemeinde (Municipio) in der Comunidad Foral Navarra in Nordspanien mit 1.758 Einwohnern (Stand: 2024). 

## Lage
Pitillas liegt etwa 42 km südlich von Pamplona in einer Höhe von ca. 350 m am Cidacos. 

## Sehenswürdigkeiten
- Peterskirche (Iglesia de San Pedro)

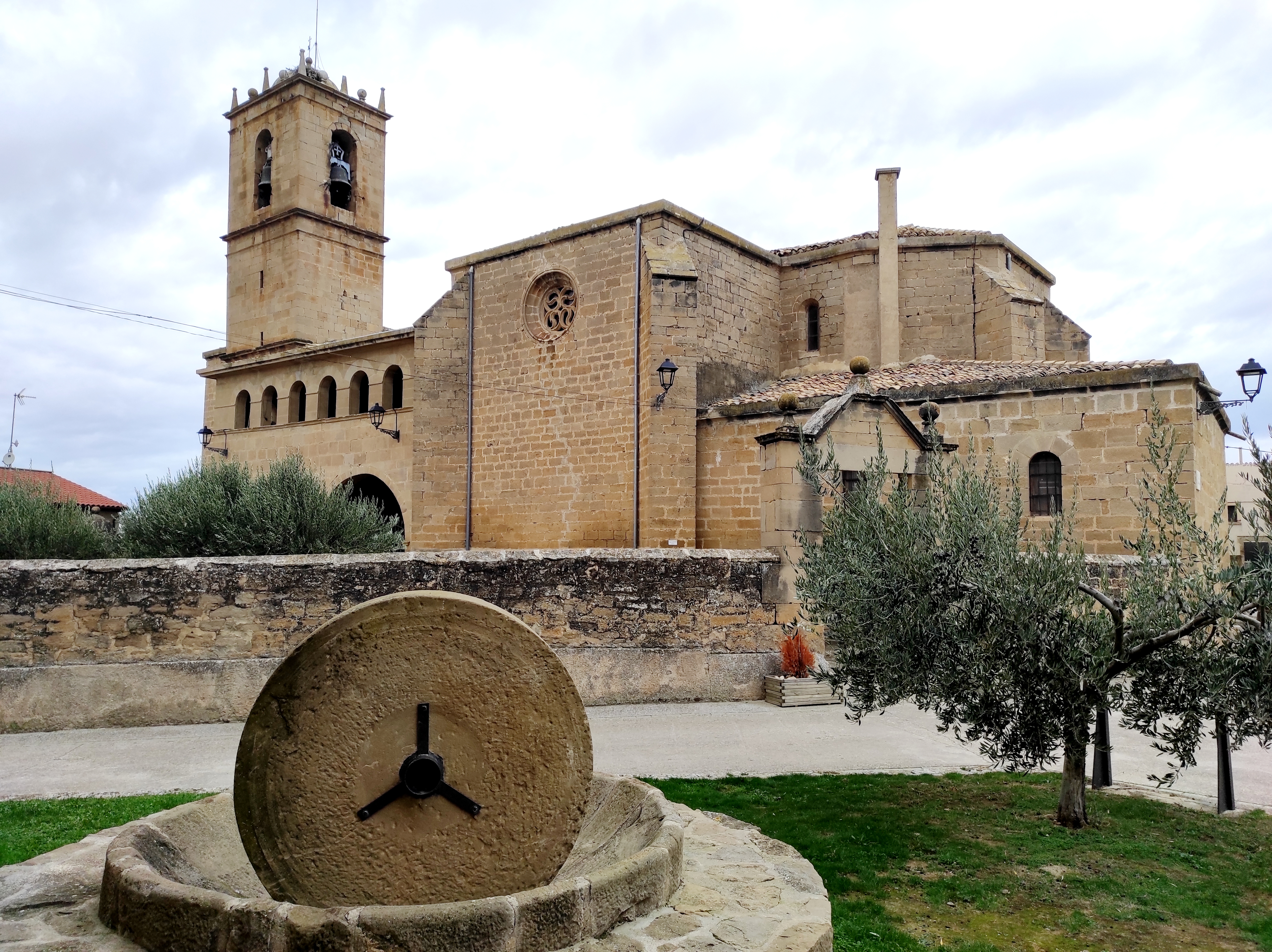
Peterskirche
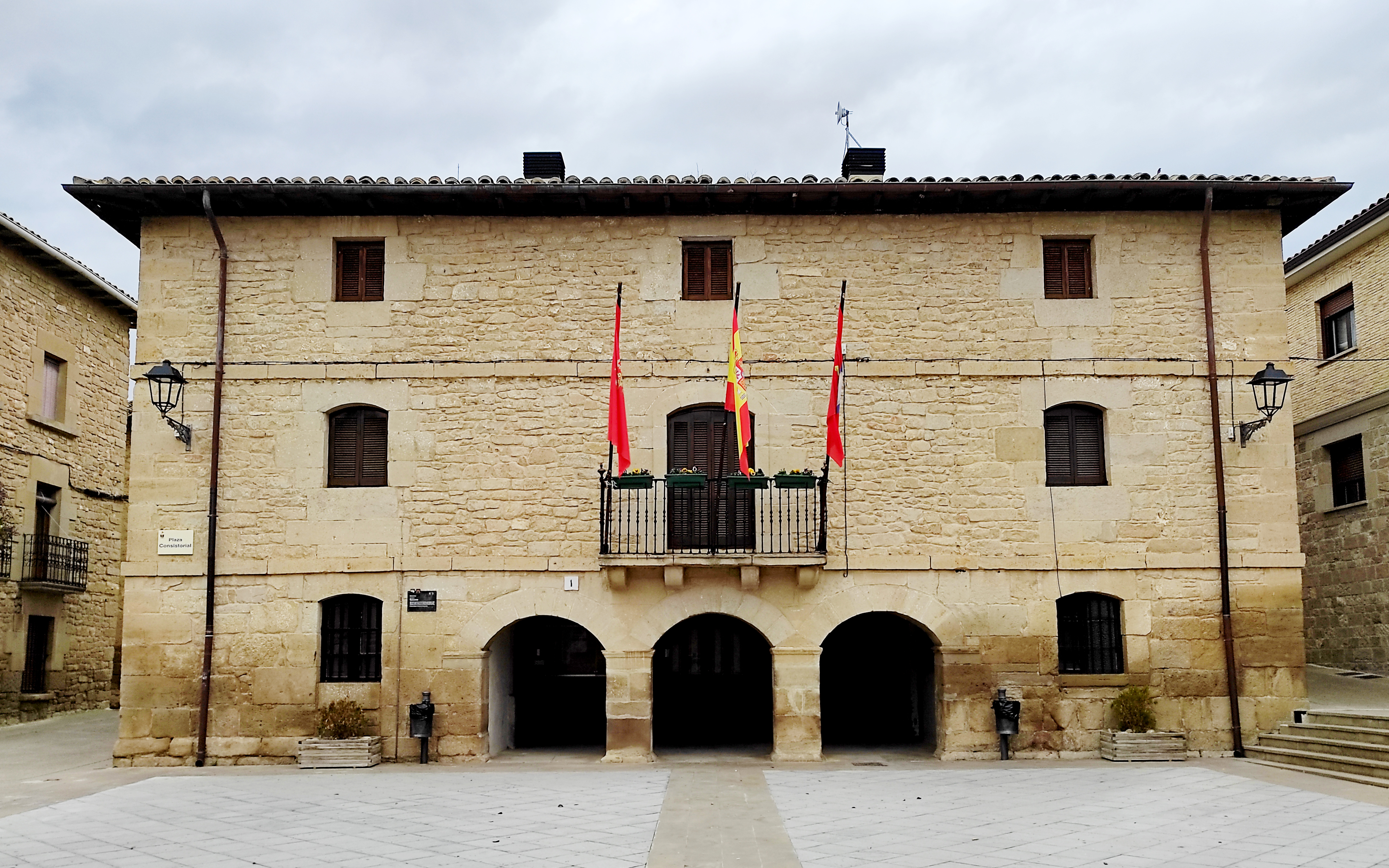
Rathaus

## Persönlichkeiten
- José Cadena y Eleta (1855–1918), römisch-katholischer Geistlicher, Erzbischof von Burgos 1913–1918, Jurist, Politiker
- Antonio Sagardoy (* 1945), römisch-katholischer Priester, unbeschuhter Karmelit, Exerzitienbegleiter, Autor und Bischofsvikar in der Diözese St. Pölten